# Ropalopus insubricus
Ropalopus insubricus là một loài bọ cánh cứng trong họ Cerambycidae.